# Xã Ouachita, Quận Polk, Arkansas
Xã Ouachita (tiếng Anh: Ouachita Township) là một xã thuộc quận Polk, tiểu bang Arkansas, Hoa Kỳ. Năm 2010, dân số của xã này là 989 người.